# Romero Regales
Romero Regales est un footballeur curacien et néerlandais né le 7 novembre 1986 à Sittard aux Pays-Bas. Il évolue au FC Den Bosch au poste d'attaquant.

## Biographie
Il inscrit 24 buts en troisième division belge lors de la saison 2012-2013 avec le club du Patro Eisden Maasmechelen.
Le 1er mars 2014, il inscrit trois buts dans le championnat de deuxième division face au club du KFC Verbroedering Geel.
Le 27 mars 2015, il joue un match face à l'équipe de Montserrat comptant pour les tours préliminaires du mondial 2018.

## Distinctions personnelles
- Meilleur buteur du championnat de Belgique de Division 2 en 2015 avec 20 buts (en incluant les Playoffs)